# Antiguos Edificios del Seguro Social de Salud del Perú
Los Antiguos Edificios del Seguro Social de Salud del Perú son el conjunto de dos torres que en la actualidad se encuentran en estado de abandono, pertenece al Seguro Social de Salud del Perú conocido como EsSalud. Son los edificios más altos de la ciudad y de la región; se encuentran ubicados en pleno centro de la ciudad de Iquitos. En la cultura popular de la ciudad se le considera un símbolo de derroche de dinero por parte del gobierno.

## Historia
Los edificios fueron construidos en 1969 por el Ministerio de Salud del Perú, el proyecto era construir el primer hospital moderno de la ciudad de Iquitos. El ministerio compró el terreno y posteriormente construyó las torres en él.

### Abandono
El edificio paso al poder del Seguro Social de Salud del Perú quien lo administró y convirtió por algunos meses en el principal hospital de la ciudad pero las constantes sacudidas que se daba el edificio obligó al personal y pacientes retirarse de ahí. Posteriormente por medios de investigaciones el ministerio se dio con la sorpresa de que los estudios del suelo no se elaboraron de una manera correcta dando como resultado que aquellos edificios estarían en constantes movimientos y corrían el peligro de derrumbarse, a pesar de esto el proceso de demolición quedó estancado y en la actualidad está prohibido el uso de su espacio a pesar de que un hotel se había interesado en comprar la zona por su estratégica posición.

## Actualidad

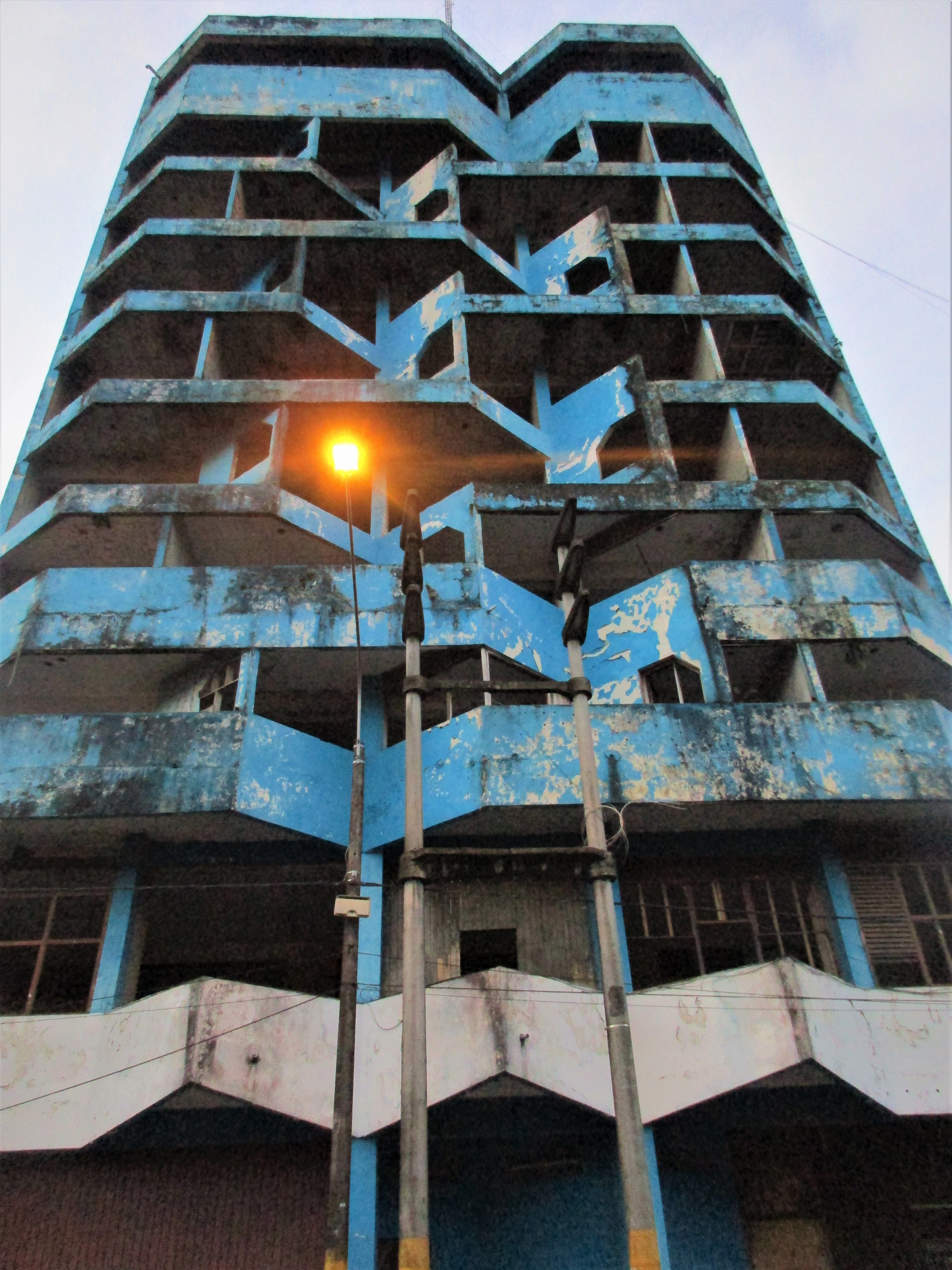
Uno de los edificios del AESSSP, sobre el jirón Próspero.

Actualmente los edificios están bajo la propiedad directa del estado peruano, en sus primeros pisos solo viven el personal de vigilancia, los otros pisos son utilizados como corredores turísticos hecho por los mismos vigilantes a pesar de estar plenamente restringido el ingreso de civiles al edificio, en su totalidad es un peligro latente ya que los 10 pisos son inestables. En la cima del edificio se llegó a realizar la grabación de la película El último piso. En 2012 el Seguro Social de Salud del Perú anunció un nuevo estudio de la azotea para convertirlo en un mirador turístico.